# Rai Radio 1
Rai Radio 1 (ранее известна как Radio Uno) — первая радиостанция итальянской государственной телерадиокомпании RAI, специализирующаяся на новостях, спорте, ток-шоу и популярной музыке. Входит в первый мультиплекс цифрового телерадиовещания RAI.

## История
Первая радиостанция начала вещание в Италии 6 октября 1924 под позывным 1-RO. Руководителем и владельцем радиостанции был Союз радиовещания Италии (итал. Unione Radiofonica Italiana). В 1927 году Союз вошёл в состав Итальянского органа радиовещания (итал. Italiano per le Audizioni Radiofoniche), который вскоре стал единственным законным радиовещателем в Италии.
В 1944 году эта организация стала называться Радиовещанием Италии (итал. Radio Audizioni Italiane). После окончания Второй мировой войны 3 ноября 1946 начали функционировать две радиостанции: «Красная сеть» (итал. Rete Rossa) и «Синяя сеть» (итал. Rete Azzurra). Наименования были выбраны с целью показать противоположные идеи вещания обеих радиостанций, хотя обе при этом имели равноправные статусы. 1 октября 1950 с целью повышения разнообразия транслируемых передач и песен была запущена культурная Третья программа (итал. Terzo Programma). 1 января 1952 две уже существовавшие радиостанции получили традиционные имена: «Красная сеть» стала Национальной программой (итал. Programma Nazionale), а позднее Первой программой (итал. Primo Programma) и получила в итоге современное название Rai Radio 1. Соответственно, «Синяя сеть» стала сначала Второй программой (итал. Secondo Programma), а затем и радиостанцией Rai Radio 2.

## Передачи
Основу вещания радиоканала составляют выпуски новостей, ток-шоу (передачи разговорного жанра), популярная музыка и спортивные трансляции. Rai Radio 1 транслирует в прямом эфире матчи футбольной сборной Италии, а также матчи итальянского футбольного чемпионата (Серия A и Серия B). Комментарии матчей освещаются в программе «Весь футбол по минутам» (итал. Tutto il calcio minuto per minuto), которая выходит с 1960 года.
- Выпуски новостей «Джорнале Радио 1» («Giornale Radio 1») в начале каждого часа;
- Региональный радиожурнал «Джорнале Радио Регионе» («Giornale Radio Regione»).